# Världshavsdagen
Världshavsdagen (World Oceans Day) är en temadag som firas årligen över hela världen den 8 juni sedan den instiftades 1995 men blev officiellt erkänd av FN 2008, och ingår sedan dess i Förenta nationernas internationella dagar.

## Teman
Världshavsdagen har varje år ett unikt tema, som genom åren varit:
- 2009 – "Our Oceans, Our Responsibilities".[3]
- 2010 – "Our Oceans: Opportunities and Challenges"[3]
- 2011 – "Our Oceans: greening our future"[3]
- 2012 – "UNCLOS @ 30"[3]
- 2013 – "Oceans & People"[3]
- 2014 – "Ocean Sustainability: Together let's ensure oceans can sustain us into the future"[3]
- 2015 – "Healthy Oceans, Healthy Planet"[4]
- 2016 – "Healthy Oceans, Healthy Planet"[4]
- 2017 – "Our Oceans, Our Future"[5]
- 2018 – "Clean our Ocean!"[5]
- 2019 – "Gender and Oceans"[6]
- 2020 – "Innovation for a Sustainable Ocean"[7]
- 2021 - "The Ocean: Life and Livelifoods"[8]
- 2022 -  "Revitalization: Collective Action for the Ocean"[5]
- 2023 -  "Planet Ocean: Tides are changing"[5]
- 2024 -  "Awaken new Depth"[5]